# Skrbinšek
Skrbinšek je priimek več znanih Slovencev:
- Ivana Skrbinšek (r. Vidmar) (1893—1988), 1. žena Milana Skrbinška, sestra Milana, Josipa idr. Vidmarjev
- Jožef Skrbinšek (1878—1938), jezikoslovec, prevajalec in prvi lektor slovenskega jezika na praški univerzi
- Kaja Skrbinšek (um.i. Malidah), elektronska glasbenica, pevka, producentka, video-umetnica
- Leontina Skrbinšek (r. Pipan; umetniško ime Tina Leonova) (1917—2011), gledališka igralka
- Majda Skrbinšek (1915—1990), gledališka igralka in režiserka (radijskih iger)
- Marjan Skrbinšek (1913—1974), matematik, prof.
- Milan Skrbinšek (1886—1963), gledališki igralec in režiser, dramatik
- Miloš Skrbinšek (1915—1983), pevec, operni pedagog, gledališčnik
- Nina Skrbinšek (*1948), igralka, lutkarica
- Štefanija Skrbinšek (1888—1967), gledališka igralka
- Tomaž Skrbinšek (*1972), biolog, populacijski genetik (zveri: volkovi, medvedi..)
- Vladimir Skrbinšek (1902—1987), igralec in režiser